# Mentadent
Mentadent è un marchio olandese di una linea di prodotti per l'igiene dentale (principalmente dentifrici) prodotti e distribuiti dalla Unilever in tutto il mondo, ad eccezione degli Stati Uniti e del Canada, dove è stato rilevato dalla Church & Dwight nel 2003.

## Storia del marchio
Il marchio è stato lanciato sul mercato nel 1977. Le prime varianti del dentifricio Mentadent si caratterizzavano per il doppio colore, bianco (idrogenocarbonato) e rosso (perossido). Alcune varianti contengono sali di zinco(II). Con circa trentasei milioni di dentifrici venduti ogni anno si colloca al primo posto nel settore in Italia.
È molto conosciuta la pubblicità televisiva che mostra una mela verde morsa (nei primi tempi, da una ragazza dalle gengive infiammate a inizio filmato; poi, nel finale, il pezzo di mela spariva autonomamente: animazione, quest'ultima, spesso impiegata nel corso degli anni per le campagne pubblicitarie) con tanto di amplificazione del suono di tale gesto, che è rimasto nella memoria di molte persone.